# Almere
Almere er en by og en kommune i Flevoland, Holland der grænser op til Lelystad og Zeewolde. Kommunen Almere består af distrikterne Almere Stad, Almere Haven, Almere Buiten, Almere Hout (under konstruktion), Almere Poort (under konstruktion) og Almere Pampus (i design fase).
Almere er en af de yngste byer i Holland: det første hus blev færdig i 1976 og Almere blev en kommune i 1984. Den er den mest folkerige kommune i Flevoland med 216.086 indbyggere (1. juli 2021) og den 8. største i Holland (hvilket år?) . I oktober 2007 vedtog byrådet en plan om at udvide byen til 350.000 indbyggere i 2030. På en nærtliggende sandstrand, Almeerderstrand, afholdes årligt flere store festivaler.